# Стуфчинцы
Стуфчинцы (укр. Стуфчинці) — село в Хмельницком районе Хмельницкой области Украины.
Население по переписи 2001 года составляло 1043 человека. Почтовый индекс — 31323. Телефонный код — 382. Занимает площадь 2,841 км². Код КОАТУУ — 6825088401.

## Местный совет
31323, Хмельницкая обл., Хмельницкий р-н, с. Стуфчинцы, ул. Ленина, 10